# 亮叶厚皮香
亮叶厚皮香（学名：Ternstroemia nitida）为山茶科厚皮香属下的一个种。

## 扩展阅读
- 維基物種上的相關：亮叶厚皮香